# Црвенка (Палилула)
Црвенка је приградско насеље и поднасеље Борче, које се налази у Београду на територији општине Палилула.

## Локација
Налази се у банатском делу општине, на 500м од обале Дунава. Кроз насеље протиче поток „Батин канал“. Насеље је саграђено у густо пошумљеној области и због тога се не може видети са друге стране Дунава, као ни из било ког другог насеља.

## Карактеристике
Црвенка је првенствено викенд насеље. Састоји се од око стотинак кућа. Канал који протиче кроз насеље, „Батин канал“, користи се за ширење колонија дивљих патака и белих чапљи, као и за тренинге неких од кајак клубова из Београда. Откако је канал нелегално премошћен да би се створио пут ка Борчи, вода је престала да тече а канал је преплавио окружење што је проузроковало исељење дивљих птица. До насеља саобраћа аутобус градског саобраћаја на линији 104 (Омладински Стадион — Црвенка).
На старим картама је поред Земуна приказана Зервинка, али на десној обали Дунава. Можда постоје везе са прекодунавским насељем Црвенка јер топоним Зервинка поред Земуна данас не постоји.
Рит Црвенка је био део Панчевачког рита, био је плављен сваког пролећа и јесени и имао мало обрадиве земље. Након подизања насипа половином 1930-тих, овде је убрзо настало насеље од "преко пет стотина барака" са насељеницима из разних крајева Југославије, који су обрађивали нову земљу. Скела између Црвенке и Земуна је постојала још много пре тога. Пољопривредно-шумарски факултет је 1938. у риту Црвенка створио своје друго огледно добро.